# Svenska kyrkan i Köpenhamn
Svenska kyrkan i Köpenhamn eller Svenska Gustafsförsamlingen är en av Svenska kyrkans utlandsförsamlingar. 

## Administrativ historik
Församlingen bildades 1901.

## Kyrkoherdar
| Ämbetstid | Namn            | Levnadstid | Övrigt |
| --------- | --------------- | ---------- | ------ |
| 1912-1914 | Nils Widner     | 1870–1940  |        |
| 1914-1948 | Arvid Boman     | 1878–1954  |        |
| 1948–1976 | Bengt Söderberg |            |        |
| 1976–1993 | Olle Ek         |            |        |
| 1992–2003 | Sixten Klemetz  |            |        |
| 2003–2009 | Thomas Stoor    |            |        |
| 2009–2011 | Gunnar Pelinka  |            |        |
| 2012–2016 | Per Lidbeck     | 1960–      | [ 2 ]  |
| 2017–     | Thomas Stoor    |            |        |

## Kyrkor
- Svenska Gustafskyrkan

### Fotnoter
1. ↑  ”Svenska Gustafskyrkan”. Svenska kyrkan i Köpenhamn. 27 april 2021. https://www.svenskakyrkan.se/kopenhamn/svenska-gustafskyrkan. Läst 17 juni 2022.
2. ↑   Matrikel 2016: Svenska kyrkan (69:a utgåvan). Stockholm: Verbum. 2016. sid. 416. ISBN 978-91-5263615-2